# Examen de la philosophie de Bacon
Examen de la philosophie de Bacon (Untersuchung der Philosophie von Bacon) ist ein posthum erschienenes Werk des Politikers, Schriftstellers und politischen Philosophen Joseph de Maistre (1753–1821) über die Philosophie von Francis Bacon, dem Verfasser des Novum Organum.

## Kurzeinführung
Der volle Titel des 1836, d. h. posthum erschienenen Werkes von Joseph de Maistre lautet: Examen de la philosophie de Bacon, où l'on traite différentes questions de philosophie rationnelle (Untersuchung der Philosophie Bacons, in dem verschiedene Fragen der rationalen Philosophie behandelt werden).
Der durch seine Verteidigung der Grundlagen des Ancien Régime gegenüber den Ideen der Aufklärung und deren Folgen während der Französischen Revolution bekannte Autor übte darin eine scharfe Kritik an dem Denken von Francis Bacon (1561–1626), dem Inspirator der Enzyklopädisten,  den Maistre für die Quelle des zerstörerischen rationalistischen Denkens hält.
Maistre vertrat auch die romantische Ansicht, dass das Genie bei großen wissenschaftlichen Entdeckungen eine zentrale Rolle spiele, wie dies von genialen Geistern wie Johannes Kepler, Galileo Galilei und Isaac Newton bewiesen wurde, im Gegensatz zu Bacons Theorie der Anpassung an eine mechanistische Methode.
Das Werk erschien zuerst 1836 bei Poussièlgue-Rusand, Paris, und Pélagaud, Lesne et Crozet, Lyon.
Der französische Schriftsteller Gustave Flaubert zitiert im Anhang (Extraits d’auteurs célèbres) seines Werkes Bouvard et Pécuchet – eine Satire auf die bürgerliche Gesellschaft – einige Stellen daraus:

„Bacon est absolument dépourvu de l’esprit d’analyse ; non seulement ne savait pas résoudre les questions, mais ne savait pas même les poser. / Bacon ist absolut unanalytisch; er konnte nicht nur keine Fragen lösen, sondern wusste nicht einmal, wie man sie stellt.“

„Bacon, homme étranger à toutes les sciences et dont toutes les idées fondamentales étaient fausses. // Bacon, ein Mann, dem alle Wissenschaften fremd waren und dessen grundlegende Ideen alle falsch waren.“

Seiner Sorge um die Wahrheit verlieh Joseph de Maistre in seinem Werk mit den folgenden – ebenfalls von  Gustave Flaubert angeführten – Worten Ausdruck:

„Toute autorité, mais surtout celle de l’Église, doit s’opposer aux nouveautés, sans se laisser effrayer par le danger de retarder la découverte de quelques vérités, inconvénient passager et tout à fait nul, comparé à celui d’ébranler les institutions et les opinions reçues. // Jede Autorität, vor allem aber die der Kirche, muss sich Neuerungen widersetzen, ohne sich von der Gefahr abschrecken zu lassen, die Entdeckung einiger Wahrheiten zu verzögern - ein vorübergehender Nachteil und völlig nichtig im Vergleich zu dem, die Institutionen und die überlieferten Meinungen zu erschüttern.“